# Église Nativité-de-la-Sainte-Vierge-d'Hochelaga
Pour les articles homonymes, voir Église de la Nativité-de-la-Sainte-Vierge.
L'église de la Nativité-de-la-Sainte-Vierge-d’Hochelaga est une église catholique située dans le quartier Hochelaga de l'arrondissement Mercier–Hochelaga-Maisonneuve à Montréal. Son adresse est le 1855, rue Dézery. Sa construction est terminée en 1924.

## Historique
Même si la paroisse a été fondée en 1867, le premier bâtiment n'est inauguré qu'en 1877. Il a été détruit par un incendie en 1921. La même année, le curé Georges-Marie LePailleur fait reconstruire l’église paroissiale sur le même emplacement, en utilisant la façade et le clocher qui ont été récupérés. L'orgue Casavant de quatre claviers et 44 jeux ne survit cependant pas à l'incendie.  
Le curé LePailleur caresse le rêve d'établir un évêché indépendant dans l'est de Montréal. Il mandate les architectes Dalbé Viau et Alphonse Venne, les mêmes qui ont érigé l'Oratoire Saint-Joseph, pour réaliser les travaux de reconstruction, mais en demandant une surélévation pour s'assurer que son église aura la prestance nécessaire à devenir une cathédrale. Même si l'église ne deviendra jamais une cathédrale, elle en aura la dimension.
C'est dans cette église qu'ont lieu le funérailles de 39 des 78 enfants victimes de l'incendie du cinéma Laurier Palace.

## Décoration extérieure
L'église est de style romano-byzantin, sans transept. Le portail central abrite la statue de la Vierge dite Porte du ciel. au sommet se trouve une statue du Christ transfiguré. On retrouve également sur la façade des statues de Moïse et d'Élie, ainsi que des médaillons sculptés des apôtres Pierre, Jacques, Jean et une colombe symbolisant le Saint-Esprit. 
Le clocher, datant de 1906, s’élève à plus de 80 mètres. Surmonté d’une flèche, il abrite cinq cloches dont la plus lourde pèse environ 2 500 kg. 

## Décoration intérieure
La décoration intérieure est confiée en 1921 aux artistes montréalais Alexandre Carli et Nicholas Petrucci qui bénéficiaient d’une excellente réputation de statuaires. Outre le maître-autel en pierre et en marbre, on leur doit les deux autels latéraux, la balustrade du chœur, le chemin de croix en pierre de Caen enduite de plâtre et, au-dessus de la frise, les statues des douze apôtres. 
L’œuvre la plus spectaculaire de Carli et Petrucci est sans contredit la frise monumentale de l’Apothéose de la Vierge Marie, installée en 1927. Elle présente 27 tableaux évoquant la vie de la Sainte-Vierge, les instituts religieux et les évêques de Montréal ainsi que les fondateurs de cette ville. 
Cette frise comporte 320 personnes, grandeur nature, fabriquées en plâtre ou en poussière de marbre délayée dans de la colle. Ses dimensions sont impressionnantes : elle mesure 2,14 m de hauteur et orne tout le pourtour de l’église. 
Consacrées à la Vierge, les 14 verrières, réalisées en 1964-1965, sont l’œuvre du maître-verrier Guido Nincheri.

## La frise monumentale en photos
| Au-dessus du chœur | Au-dessus de l'entrée principale |

| Nef côté nord | Nef côté nord | Nef côté nord |

| Nef côté sud | Nef côté sud | Nef côté sud |

## Galerie

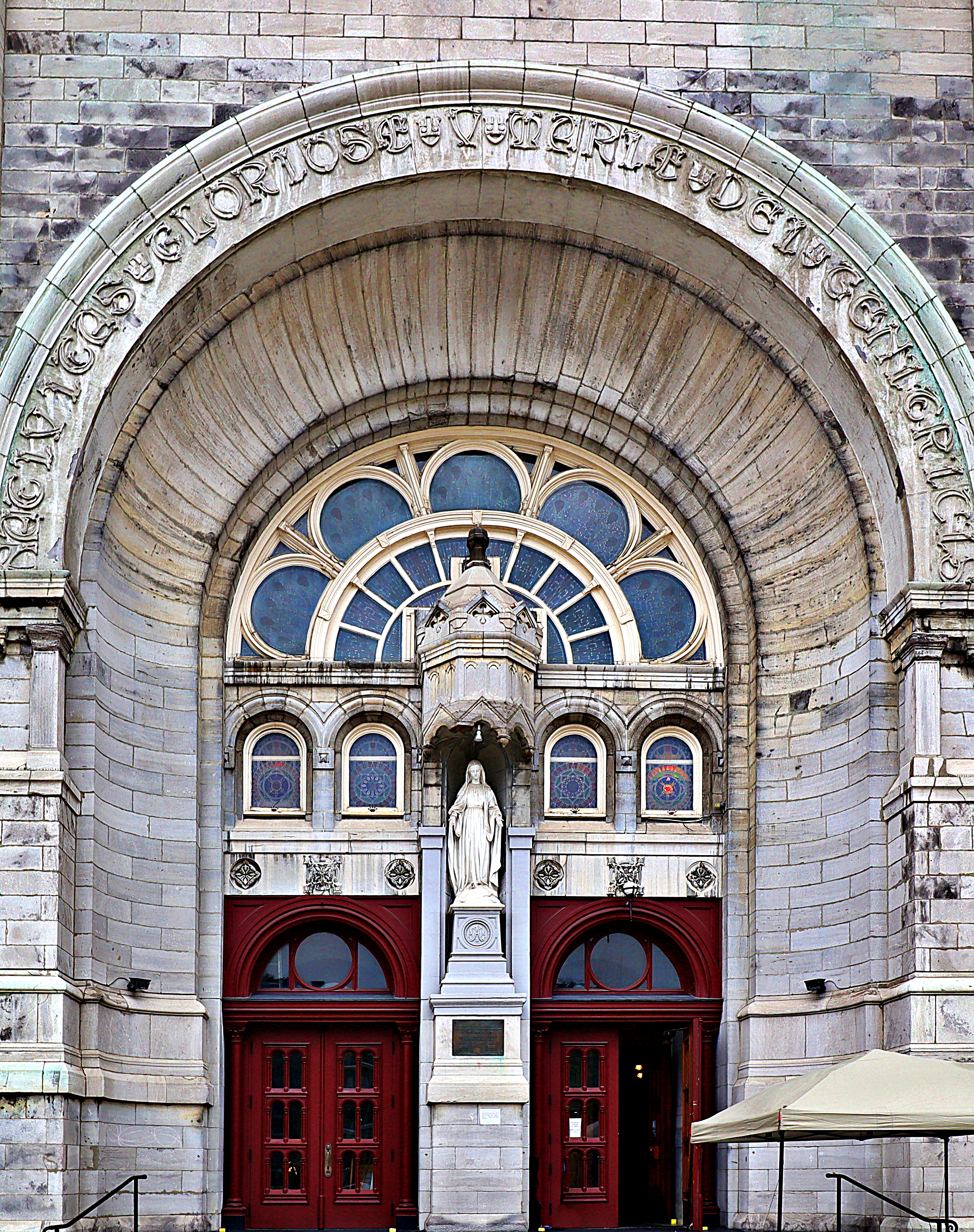
Portail central
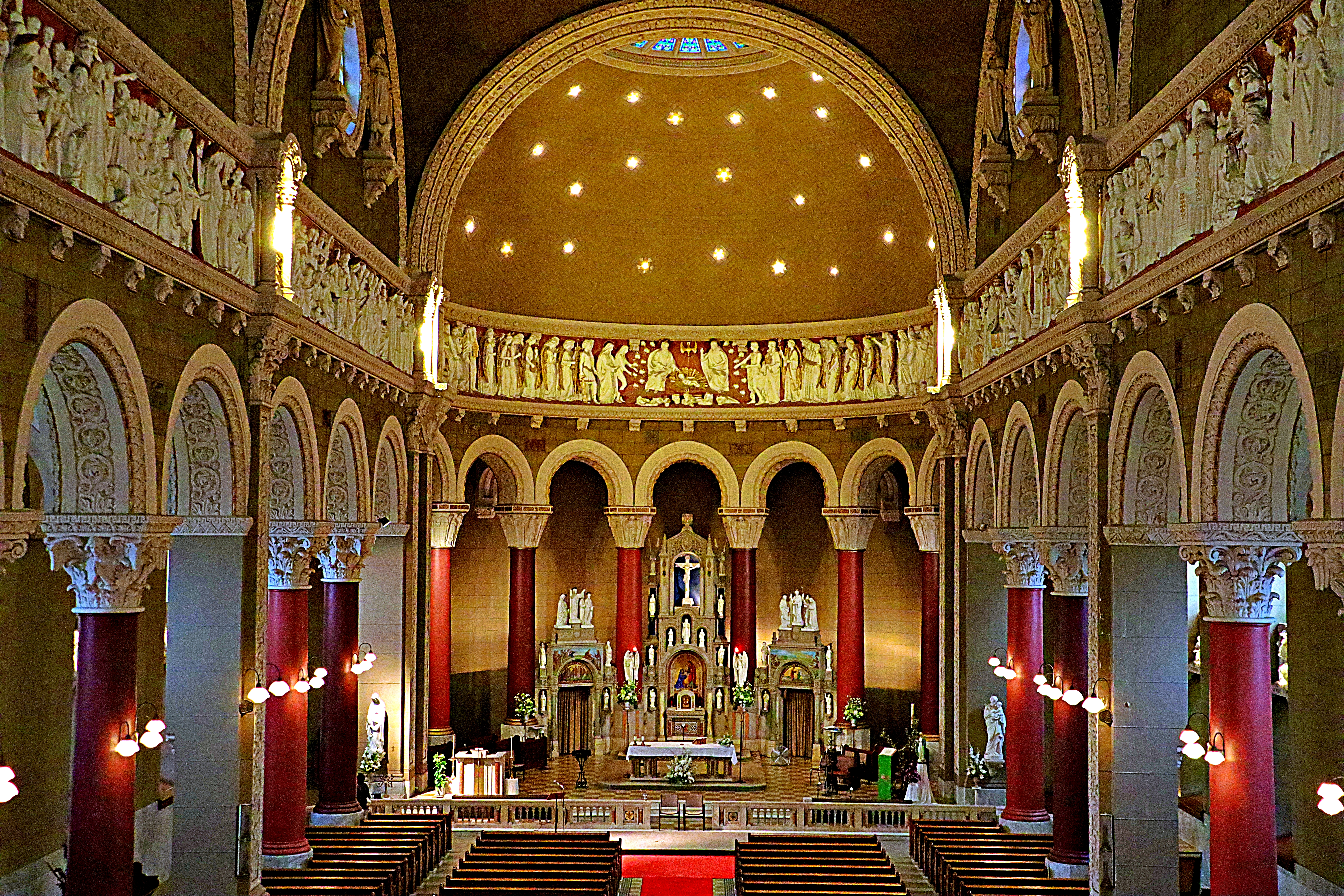
Nef et chœur
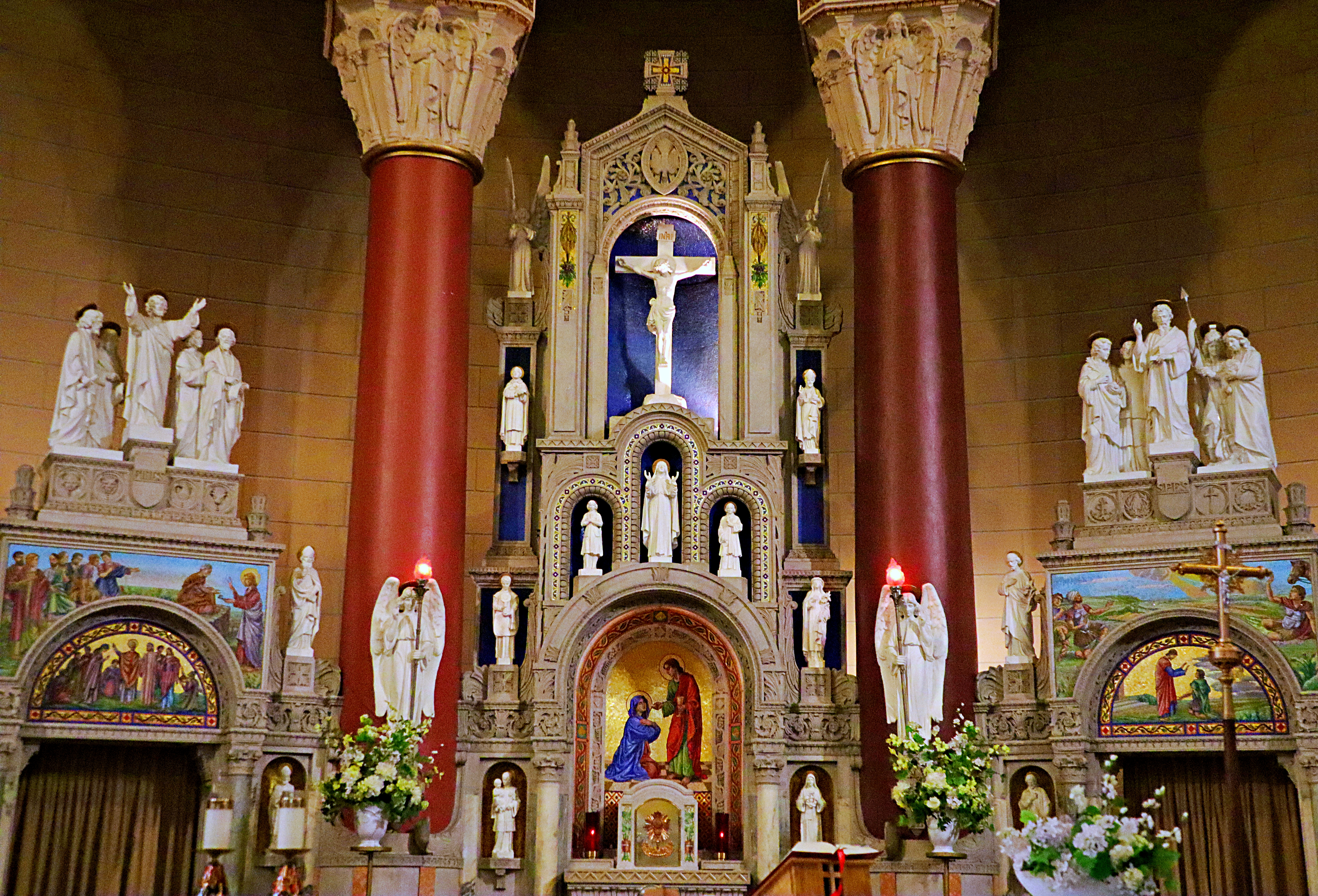
Chœur
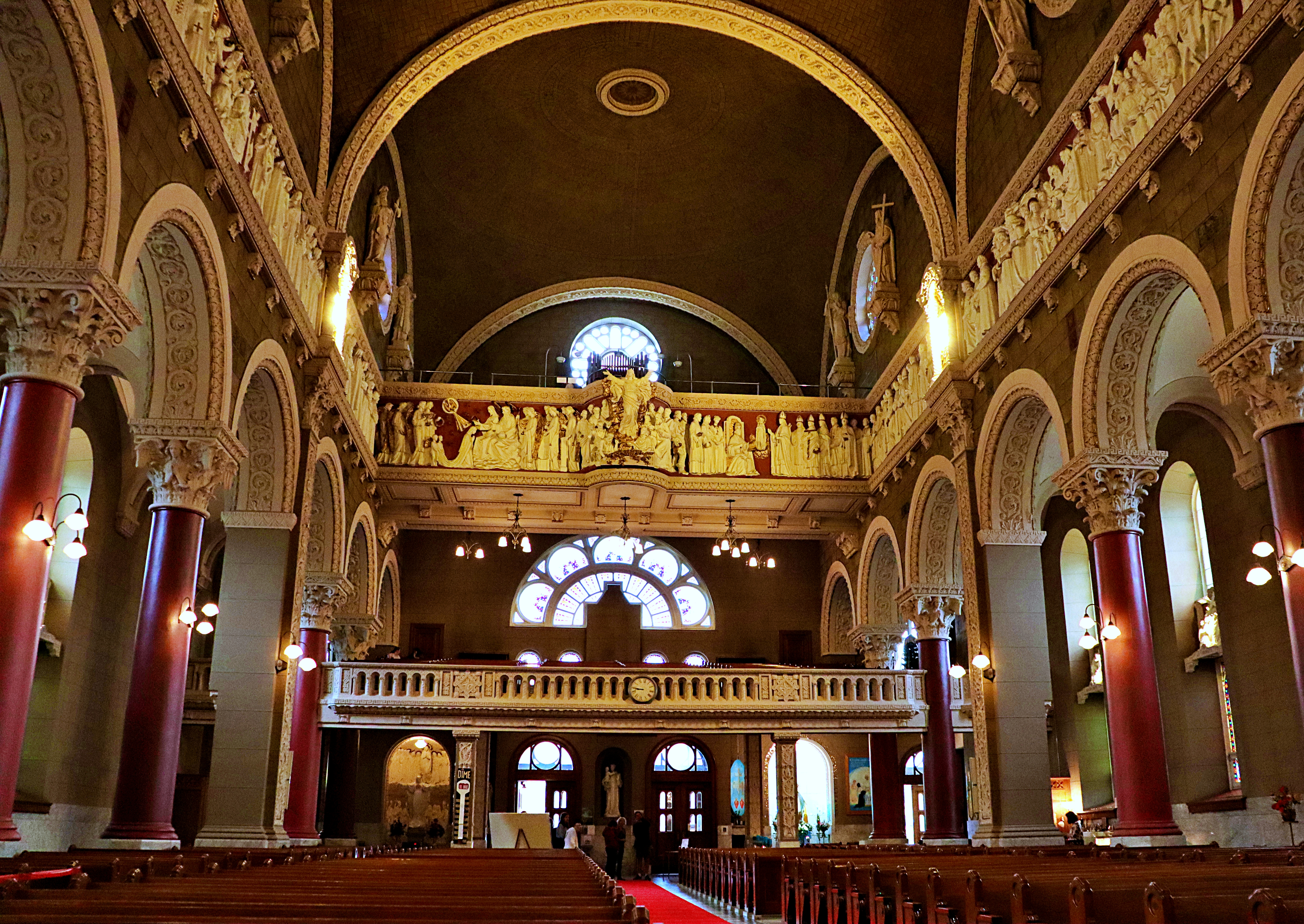
Arrière
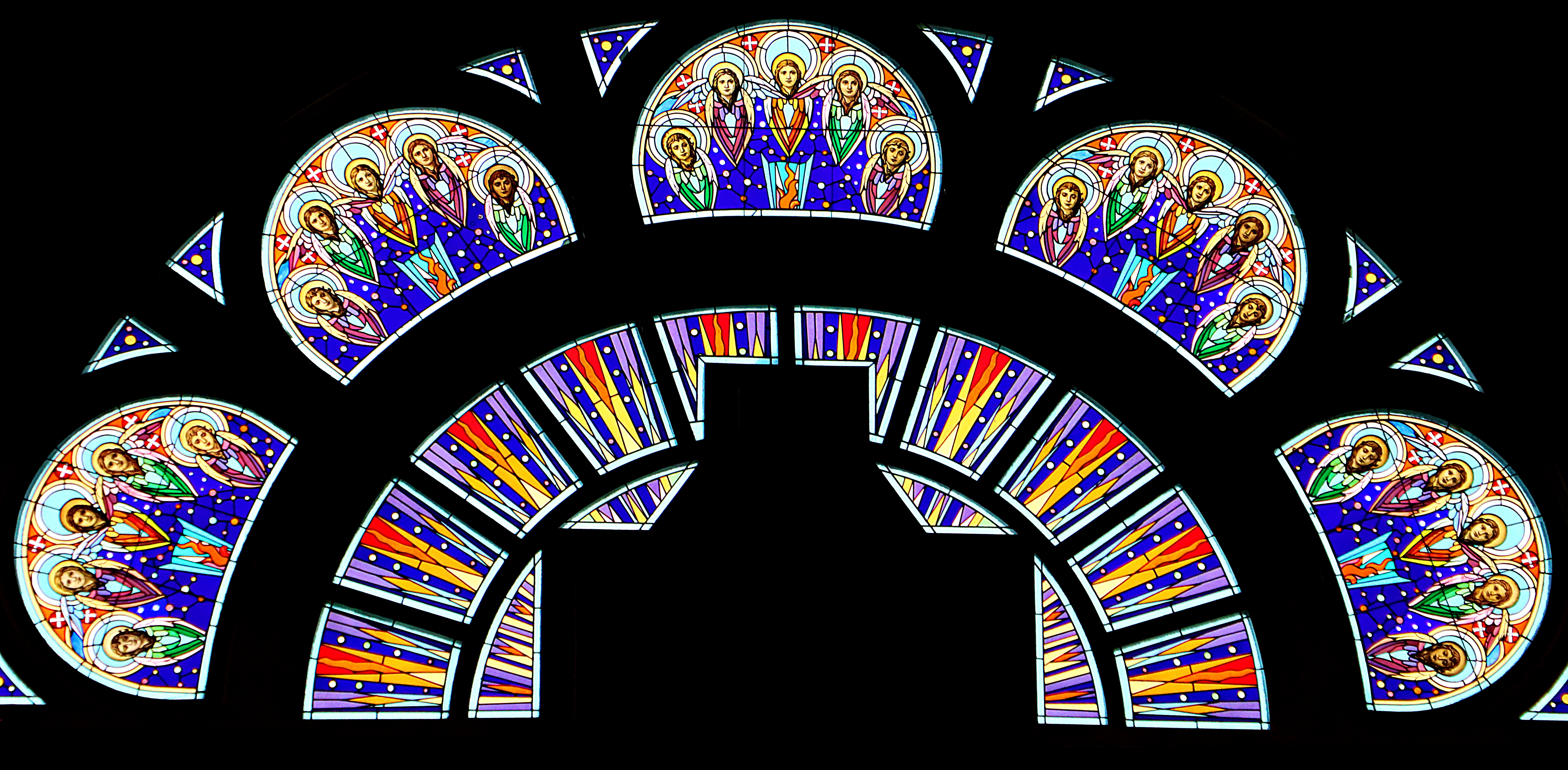
Rosace
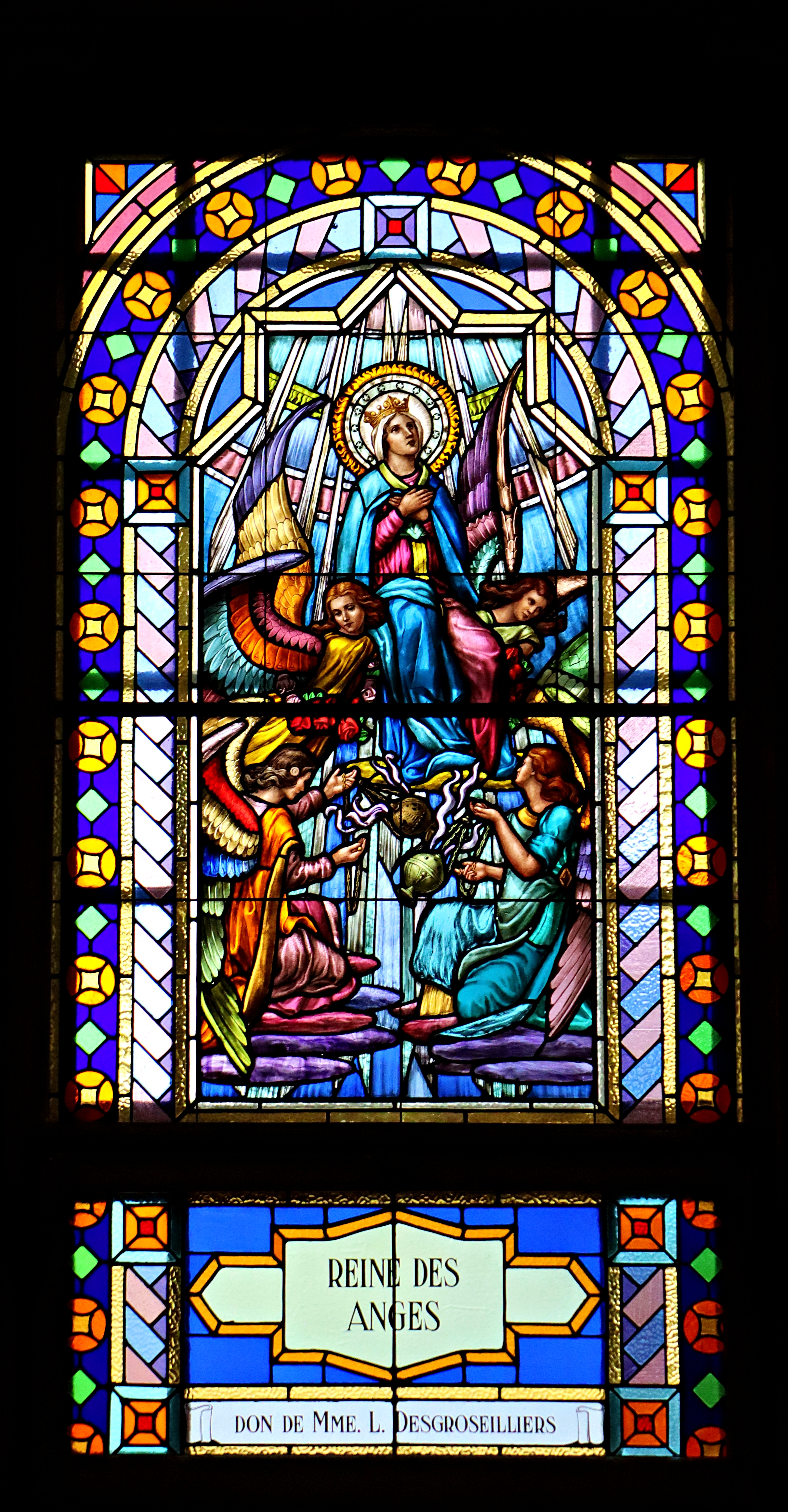
Un des vitraux de Guido Nincheri

## Sources
- Site web nouvelleshochelagamaisonneuve.com
- Fiche de l'église sur Sympatico